# Autopoïèse

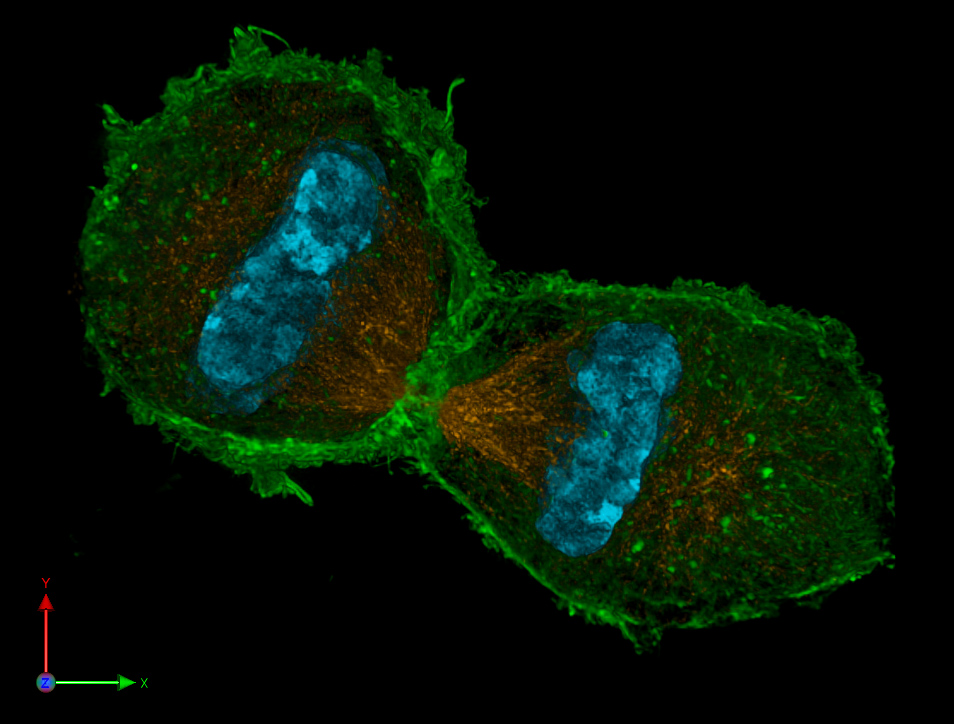
Représentation 3D d'une cellule vivante pendant le processus de mitose, exemple d'un système autopoïétique

L'autopoïèse (du grec auto soi-même, et poièsis production, création) est la propriété d'un système de se produire lui-même, en permanence et en interaction avec son environnement, et ainsi de maintenir son organisation (structure) malgré son changement de composants (matériaux) et d'informations (données).
Le concept d'autopoïèse est inventé par Humberto Maturana et Francisco Varela dans l'article Autopoietic Systems, présenté dans un séminaire de recherche de l'université de Santiago en 1972. Il vise notamment à définir l'être vivant, et depuis rencontre un succès théorique dans des domaines aussi divers que la technologie, l'intelligence artificielle, les neurosciences, ou la sociologie. Les créations open source sont notamment régies par un phénomène autopoïétique. 

## Définition
Francisco Varela propose la définition suivante de l'autopoïèse dans son livre Autonomie et connaissance :

« Un système autopoïétique est organisé comme un réseau de processus de production de composants qui (a) régénèrent continuellement par leurs transformations et leurs interactions le réseau qui les a produits, et qui (b) constituent le système en tant qu’unité concrète dans l’espace où il existe, en spécifiant le domaine topologique où il se réalise comme réseau. Il s’ensuit qu’une machine autopoïétique engendre et spécifie continuellement sa propre organisation. Elle accomplit ce processus incessant de remplacement de ses composants, parce qu’elle est continuellement soumise à des perturbations externes, et constamment forcée de compenser ces perturbations. Ainsi, une machine autopoïétique est un système à relations stables dont l’invariant fondamental est sa propre organisation (le réseau de relations qui la définit). »

Le concept de système autopoïétique peut être rapproché de celui des structures dissipatives (étudié par Ilya Prigogine) qui se maintiennent loin de l'état d'équilibre thermodynamique, grâce au flux de matière et d'énergie qui les traversent. Un système autopoïétique est à opposer à un système « allopoïétique » comme une usine de voitures, qui utilise des composants bruts pour fabriquer une structure organisée (une voiture) qui est autre chose qu’elle-même (une usine).
L'autopoïèse diffère de ce qu'on appelle, depuis le XVIIIe siècle, la génération, en ce qu'elle ne concerne pas la production d'un autre système ou organisme (reproduction) mais définit la mise en place et le maintien de sa propre organisation (auto-production) par le système ou organisme considéré. Elle se distingue également de la notion de sympoïèse.

## Autopoïèse et biologie théorique
L’exemple canonique d’un système autopoïétique fourni par Francisco Varela et Humberto Maturana est la cellule biologique.
La cellule eucaryote est par exemple faite de composants biochimiques variés, comme les acides nucléiques et les protéines, et est organisée dans des structures limitées comme le noyau de la cellule, diverses organites, une membrane de cellule et le cytosquelette. Ces structures basées sur un flux externe de molécules et d’énergie « produisent » les composants qui, à leur tour, continuent de maintenir la structure contenue.
Le modèle minimal d'un système autopoïétique est une cellule dont la membrane est composée d'un constituant C se dégradant en D et baignant dans un milieu riche en molécules A. Ces molécules A peuvent franchir la membrane et être transformées au sein de la cellule en molécules B pour lesquelles la membrane est imperméable. B peut s'intégrer à la membrane pour se transformer en C. Si le débit d'entrée de A et sa conversion en B sont suffisamment grands devant le coefficient de dégradation de C en D alors la cellule se maintient au cours du temps. Ce modèle montre l'importance de la frontière du système (ici la membrane) : si celle-ci disparaît, alors le métabolisme et le système entier s'effondrent. Il s'agit d'un cercle vicieux : si B s'échappe, sa concentration diminue de telle sorte que la membrane se dégrade de plus en plus vite et que la perte en B augmente. Le métabolisme et la membrane dépendent l'un de l'autre, la structure ne pouvant se maintenir sans le flux.
La théorie de l'autopoièse est à la base de l'énaction, théorie neurobiologique de Varela développée dans son ouvrage L’Inscription corporelle de l’esprit, et visant à supplanter les deux grandes théories des sciences cognitives, le cognitivisme et le connexionnisme.

## Autopoïèse et sociologie
Une application du concept à la sociologie peut être trouvée dans la théorie des systèmes sociaux de Luhmann. Elle a été étendue au droit par Gunther Teubner. L'approche de l'autopoïèse de Limone et Bastias a été popularisée à l'École de commerce de l'Université Catholique de Valparaiso, à partir de la thèse de Aquiles Limone (publiée en 1977) et le modèle CIBORGA (popularisé de 1998) avec la collaboration de Luis Bastias, Cardemártori et autres.
Depuis les dernières années, plusieurs théoriciens du social confondent le concept d'autopoïèse avec celui de reproduction, ou autoreproduction, théories fondant leur explication sur l'idée que le moment présent n'existe que si l'acteur dans le système agit en fonction d'une praxis, fondant une congruence de son action et de ses idées. À ce sujet, Michel Freitag, philosophe social des années 2000, opère une dissection de l'autopoïèse et redonne à l'humain le pouvoir d'action: ce qui mène directement à son concept épistémiquement opposé : la reproduction.